# 쿠리아섬

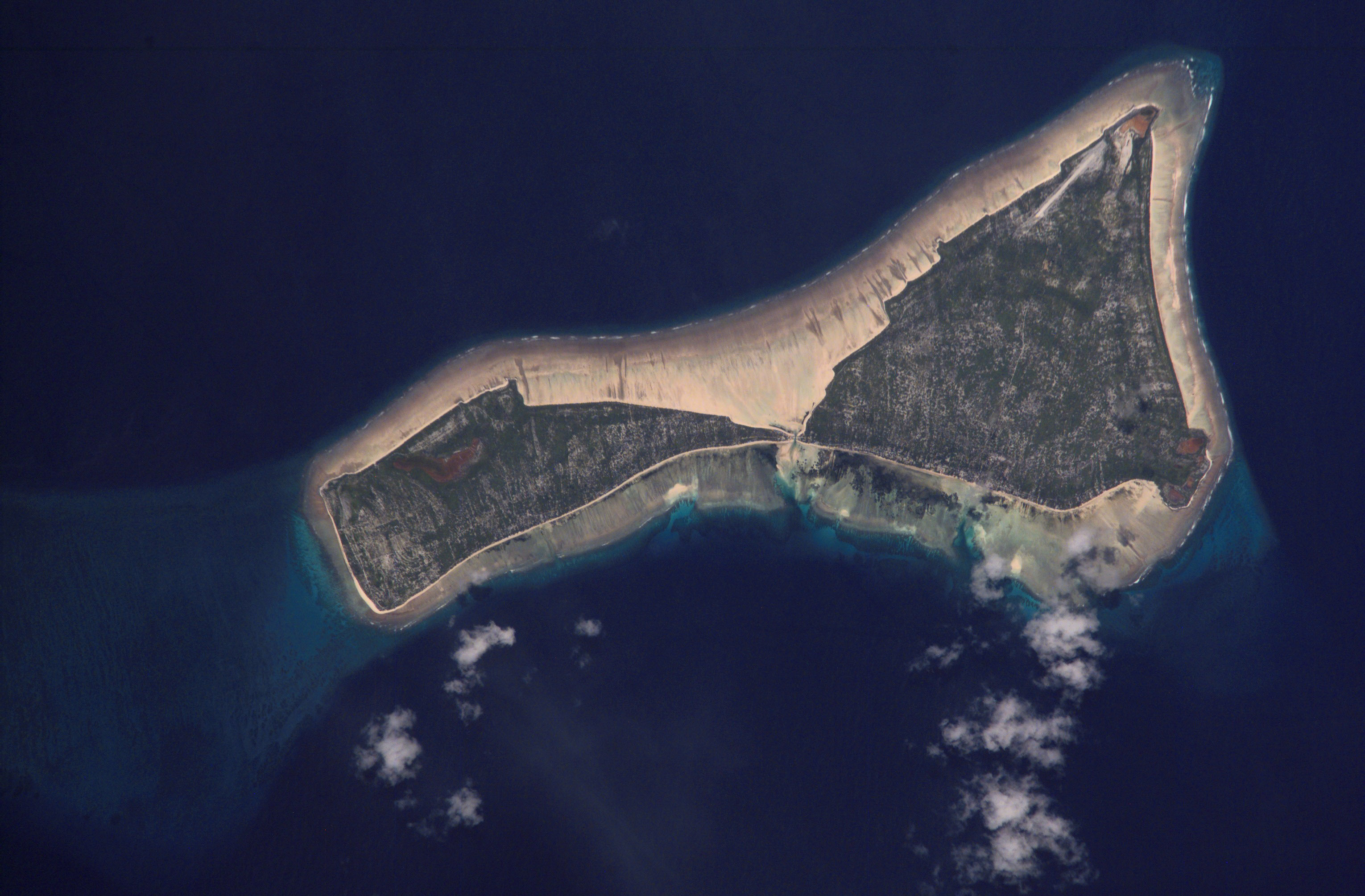
쿠리아섬

쿠리아섬(Kuria)은 태평양 중서부에 위치한 키리바시의 섬으로, 길버트 제도에 속한다.

## 인구
| 쿠리아섬: 인구 및 면적 |                    |                           |                         |
| 인구 조사 지역         | 인구 - 2010년 기준 | 면적                      | 밀집도 (헥타르 당 인구) |
| Oneeke                 | 154                | 525 헥타르 (1,297 ac)     | 0.3                     |
| Manenaua               | 191                | 1,022.7 헥타르 (2,527 ac) | 0.8                     |
| Tabontebike            | 91                 | 1,022.7 헥타르 (2,527 ac) | 0.8                     |
| Buariki                | 169                | 1,022.7 헥타르 (2,527 ac) | 0.8                     |
| Norauea                | 247                | 1,022.7 헥타르 (2,527 ac) | 0.8                     |
| Bouatoa                | 128                | 1,022.7 헥타르 (2,527 ac) | 0.8                     |
| 쿠리아섬 전체          | 980                | 1,547.7 헥타르 (3,824 ac) | 0.6                     |